# Fibronektyna

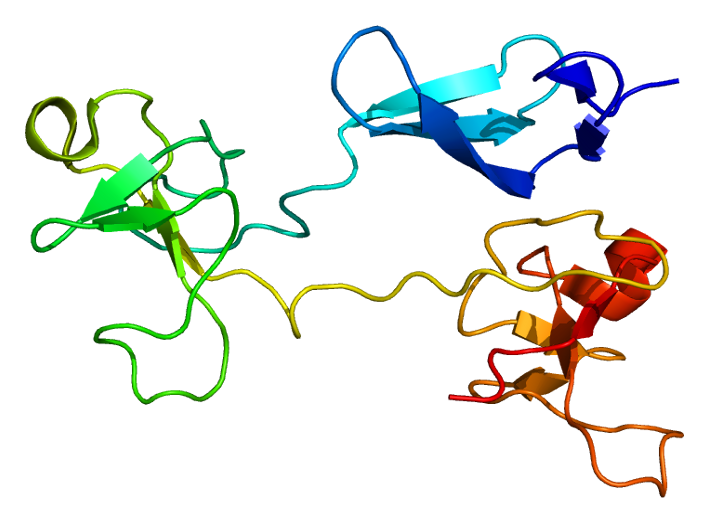
Struktura fibronektyny 1

Fibronektyna, FN – glikoproteina występująca w macierzy pozakomórkowej. 
Fibronektyny regulują oddziaływania komórka–macierz przez interakcje z integrynami. Oddziałując z receptorem integrynowym, rozpoczynają kaskadę zdarzeń, której wynikiem jest przekaz sygnałów ze środowiska zewnętrznego do wnętrza komórki. Biorą udział w adhezji, proliferacji, rozpłaszczaniu i migracji komórek, procesach embriogenezy oraz w tkankowych procesach naprawczych po zranieniach.
Podstawową jednostką strukturalną fibronektyn jest dimer składający się z dwóch łańcuchów polipeptydowych zbudowanych z powtarzających się motywów aminokwasowych, rozmieszczonych nieregularnie i tworzących tak zwaną strukturę mozaikową białka. Karboksylowe końce łańcuchów połączone są parą mostków dwusiarczkowych. Powtarzające się moduły budują swoiste domeny, będące miejscami oddziaływań z różnymi innymi molekułami (kolagen, heparyna, fibryna) oraz komórkami.
Fibronektyna ma zdolność zmiany struktury przestrzennej w zależności od środowiska i potrzeb organizmu. We krwi występuje w postaci białka globularnego biorącego udział wraz z fibryną w procesie odbudowania zniszczonej tkanki.